# Михайличенко Володимир Васильович
Михайличенко Володимир Васильович (* 21 серпня 1926, Пукляки Хмельницької області), український журналіст, 1986 — заслужений журналіст УРСР. Нагороджений медаллю «За доблесну працю в Великій Вітчизняній війні 1941—1945 рр.», місцевою медаллю «За заслуги перед Луганщиною».

## Життєпис
Закінчив навчання в Луганському педагогічному інституті — на історичному факультеті.
Більше 40 років — з 1950 по 1993 — працював співробітником газети «Прапор перемоги» (згодом «Наша газета»), заступник відповідального секретаря, заступник редактора.
Співробітничав в обласних — «Молода гвардія» та республіканських засобах масової інформації.
Організовував та проводив Всесоюзні акції, присвячені будівництву газопроводу «Уренгой — Західний кордон СРСР» та 50-річчю стахановського руху.
З 1998 року працює заступником редактора у редколегії книги «Реабілітовані історією», був редактором двох книг з серії.
Очолював обласні делегації журналістів області за кордоном.

## Дещо з надрукованого
- 2004 — «Полювання на редактора», «Реабілітовані історією», книга 1,
- 2004 — «За вищою нагородою — найвища міра покарання», «Реабілітовані історією», книга 1,
- 2005 — «Ріка життя: Чорториї у рожевих декораціях», «Реабілітовані історією», книга 3,

У серпні 2006 в приміщенні Луганської ОДА пройшла виставка до його 80-річчя.